# Galeotto Cei
Galeotto Cei (Firenze, 1513 – Firenze, 1579) è stato un marinaio italiano.

## Biografia
Nacque da una famiglia filo-medicea un tempo ricca e poi caduta in disgrazia. Durante l'assedio imperiale di Firenze la famiglia pagò a caro prezzo il voltafaccia: il padre, Giovambattista, fu ucciso e tutti i beni della famiglia vennero confiscati. Lo zio Luigi, invece, rifugiatosi a Lione, proseguì la sua attività di mercante. A Lione all'epoca dell'assedio e del ritorno dei Medici a Firenze, Galeotto continuò la sua formazione in Spagna e poi tornò a Firenze per combattere a fianco del fronte anti-medici sonoramente sconfitto. Venne quindi fatto prigioniero ma, con l'intercessione della duchessa di Parma e di un notabile spagnolo venne mandato al confino in Spagna.

## I viaggi
Privo di sostegno finanziario, decise di imbarcarsi alla volta delle Indie occidentali. Arrivò innanzitutto a Santo Domingo, poi raggiunse Haiti, il Venezuela, illuso da notizie di giacimenti d'oro, e la Colombia. Restò in Sud America per ben 14 anni, viviendo en la poblacion de El Tocuyo.
Rientrò in Spagna, ma continuò a viaggiare: attraversò la Corsica, l'Italia, la Svizzera, la Germania e la Francia per poi tornare definitivamente nella propria città qualche anno dopo l'annuncio dell'amnistia di Cosimo dei Medici.
A Firenze sposò Francesca di Leonardo Fortini e poi, rimasto vedovo, Costanza di Piero di Cocchi. Continuò la vita movimentata anche in Italia, dove fu podestà, ufficiale, capitano, console. Scrisse Viaggio e relazione delle Indie, un lavoro dedicato a un mercante e non a qualche regnante o nobile potente, dove descrisse un mondo umile, i bassifondi delle navigazioni, una società di disperati piuttosto che le ricchezze e meraviglie del  nuovo Continente. Relegata nel British Museum, tale relazione fu pubblicata solo nel 1992 da Francesco Surdich per il Consiglio Nazionale delle Ricerche. Morì a Firenze il 10 giugno 1579.